# 定格动画

一个小型的逐帧动画，显示了硬币的移动过程

定格動畫 (英語：Stop motion animation)，又名停格動畫、逐格動畫、逐帧动画，是一种动画技术，其原理即将每帧不同的图像连续播放，从而产生动画效果。最基本製作定格動畫的方法是利用相機作拍攝工具，為主要對象拍攝一連串的相片，每張相片之間為拍攝對象作小量移動，最後把整輯相片快速地連續播放便完成（每秒大約需要24張相片）。橡皮泥因为易于改动，是定格動畫常選用的材料，其成品被称为黏土动画。

## 製作
要製作一條完整的定格動畫片，正如製作一般影片或動畫一樣，首先需要有一個故事、劇本甚或分鏡腳本。之後製作或搜集拍攝所需的模型或對象，如人物角式和場景等，並且作適當的燈光佈置。完成前期工作後，再利用數碼相機或攝影機，為這些預先製作好的對象拍攝大量連續的相片。視乎動畫使用的物料或對象，於相片與相片之間為模型或對象作小量移動，或轉換成不同的固定模型。拍攝完畢之後，把所有相片輸入在電腦中作排序。
定格動畫的拍攝對象可以千變萬化，可以是任何可以移動的物件，包括黏土、紙板或橡膠等製作成的模型或木偶、剪紙、日常用品以至真人等，另外也可以用繪畫的方式製作。